# Herre, jag vill bida
Herre, jag vill bida är en psalm med text skriven 1935 av Hans Öberg och reviderad 1936. Musiken är skriven av Oskar Lindberg år 1937.

## Koralbearbetningar
- Herre, jag vill bida ur Tre orgelkoraler av Alf Linder.[1]

## Publicerad i
- 1986 års psalmbok som nr 206 under rubriken "Stillhet – meditation".
- Den finlandssvenska psalmboken 1986 som nr 342 under rubriken "Tvivel och tro"